# Павло I
Павло́ I (рос. Павел І; 1 жовтня 1754 — 24 березня 1801) — російський імператор (1796—1801), герцог Гольштейнський (1762—1773) і граф Ольденбурзький (1773). Представник династії Гольштейн-Готторп-Романових. Син всеросійського імператора та гольштейнського герцога Петра III Гольштейн-Готторпа та російської імператриці Катерини II. Виховувався Микитою Паніним на ідеалах лицарства й аскетизму. Усунений від політично-державного життя матір'ю, яка, незважаючи на повноліття сина, відмовила йому в праві на російський престол; оселила його у Гатчині (1783), де він мав свій двір і невелике військо. Одружувався двічі: із гессенською принцесою Вільгельміною (Наталією) (1773—1776) та вюртемберзькою принцесою Софією-Доротеєю (Марією) (з 1776). Зійшов на трон після смерті ненависної матері. Запровадив суворі порядки при дворі й Санкт-Петербурзі: заборонив свята, феєрверки, танці; встановив комендантську годину і вимоги до одягу. Реформував військо за прусським зразком, боровся із корупцією в офіцерському корпусі. Обмежив дворянські права, гарантовані Катериною ІІ, відновив обов'язок дворянської служби на користь держави. У зовнішній політиці спирався на союз із Британією і Австрією, для стримування впливу революційної Франції, але згодом уклав альянс із Наполеоном (1800). Прихистив у Росії Мальтійський орден (1798). Санкціонував похід козаків до Британської Індії (1801). Завдав збитків британським інтересам у торгівлі на Балтиці. Збудував Михайлівський замок у столиці (1801). У середовищі дворян вважався тираном і деспотом за утиски і впровадження армійської дисципліни; опозиція поширювала чутки про його чухонське походження. Був ексцентричною особою, страждав на неврастенію. Убитий своїми придворними під проводом військового губернатора столиці Палена, за мовчазної згоди власного сина і наступного царя Олександра І.
На його честь названо місто Павлоград в Україні.

## Імена
- Павло́ I, або Па́вєл І (рос. Павел І) — з порядковим номером.
- Павло́ Петрович (рос. Павел Петрович) — за руською традицією іменування.
- Пауль (нім. Paul) — як гольштейнський герцог і ольденбурзький граф.

## Біографія

### Імператор

#### Внутрішня політика
У внутрішній політиці Павло I сприяв поширенню поміщицького землеволодіння (дворянам було роздано близько 600 тис. державних селян, з них до 150 тис. в Україні); роздавав дворянам і урядовцям землі на Півдні України (на 1800 — близько 8 млн десятин); у грудні 1796 видав указ про закріпачення селян Півдня України, Дону і Приазов'я, одночасно указом про триденну панщину (1797) Павло I мав намір регламентувати повинності селян. Павло I, будучи противником політичних заходів Катерини II, скасував розпочаті нею перетворення (зокрема, в 1796 ліквідував намісництва, знову запровадив поділ на губернії), частково відновив судову систему, що існувала в 1760-70-х рр. (в Україні було поновлено діяльність Генерального земського і підкоморського суду; 1796). Страх російського уряду перед впливом ідей Великої Французької революції примусив Павла I ввести сувору цензуру, закрити приватні друкарні (1797), заборонити ввіз іноземної літератури (1800). Армія була реформована за прусським зразком.

#### Українське питання
Павло I продовжував традиційну для московського центру колоніальну національну політику щодо неросійських народів імперії.
Українські прихильники автономії сподівалися, з приходом до влади Павла І, на послаблення централістської політики російської адміністрації (у ній значну роль відігравали урядовці українського походження — Олександр Безбородько, Дмитро Трощинський, Віктор Кочубей, брати Андрій та Іван Гудовичі та ін.) щодо України. Ходили навіть чутки про відновлення гетьманства на чолі з сином Павла I великим князем Костянтином і регентом А. Гудовичем. Однак, єдине, що було зроблено урядом Павла I, це поновлено підкоморський суд (1796) та застосування норм магдебурзького права.
Разом з тим Павлом І видано указ що забороняє побудову церков «в малороссійском вкусе», себто в українському стилі (1801). 

#### Зовнішня політика
За Павла I Росія входила до так званої другої антифранцузької коаліції, вела воєнні дії проти республіканської Франції (Італійський та Швейцарський походи російської армії у 1799 під командуванням О. Суворова). Загострення суперечностей між Росією та її союзниками Англією та Австрією привели до розриву з Британською імперією (1800) та зближення Павла I з Наполеоном І Бонапартом.

### Убивство
Незадоволення внутрішньою та зовнішньою політикою Павла I широких дворянських та військових кіл, його психологічна неврівноваженість і самодурство викликали ряд змов придворної аристократії — т. зв. «Смоленська змова» 1798 та гвардійська змова 1800-01, яка завершилася вбивством Павла I в ніч з 11(23) на 12(24).3.1801 у Михайлівському замку. Російський престол зайняв його син Олександр I.

## Родина

Монограма Павла І

1 Дружина: Наталя Олексіївна (Августа-Вільгельміна-Луїза Гессен-Дамштатська) (1755—1776), померла при пологах разом з дитиною (мертвонароджений спадкоємець).
2 Дружина: Марія Федорівна (Доротея Вюртемберзька) (1759—1828)
Діти:
- Олександр Павлович — імператор.
- Костянтин Павлович — великий князь.
- Микола Павлович — імператор після свого брата Олександра.
- Михайло Павлович — великий князь. Наймолодший син.
- Олександра Павлівна — угорська палатина.
- Олена Павлівна — герцогиня Мекленбург-Шверинська.
- Марія Павлівна — велика герцогиня Веймарська
- Катерина Павлівна — королева Вюртембергу
- Ольга (померла в 3 роки)
- Анна Павлівна — королева Нідерландів.

Мав позашлюбного сина Семена від фрейліни Софії Ушакової та доньку Марфу від Любові Баргард[джерело?].

## У культурі

### Кінематограф
- «Патріот» (США, 1928)
- «Бідний, бідний Павло» (Росія, 2003)[2]

## Галерея

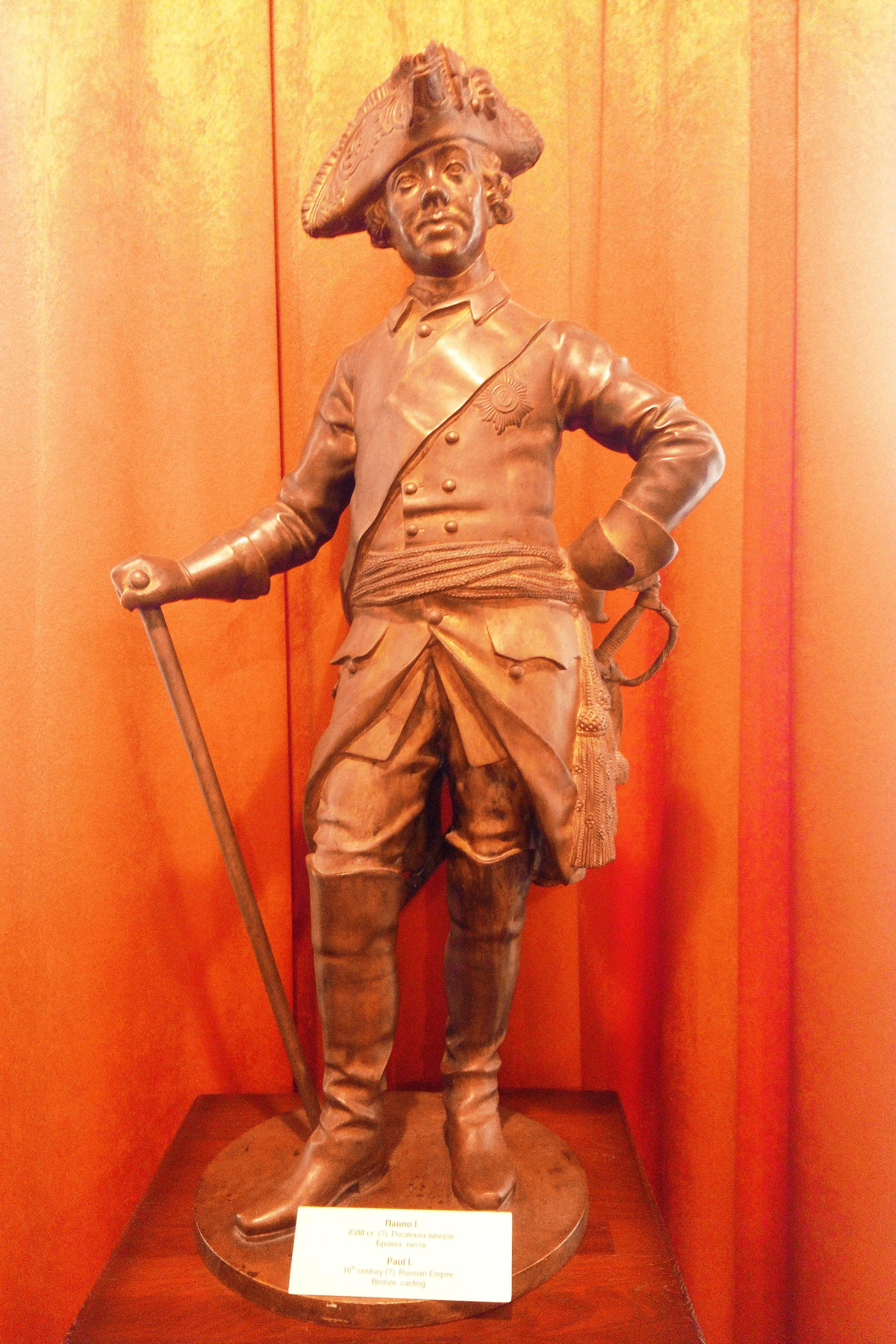
Пам'ятник Павлу I в Кіровоградському обласному краєзнавчому музеї